# Bronsmedalj

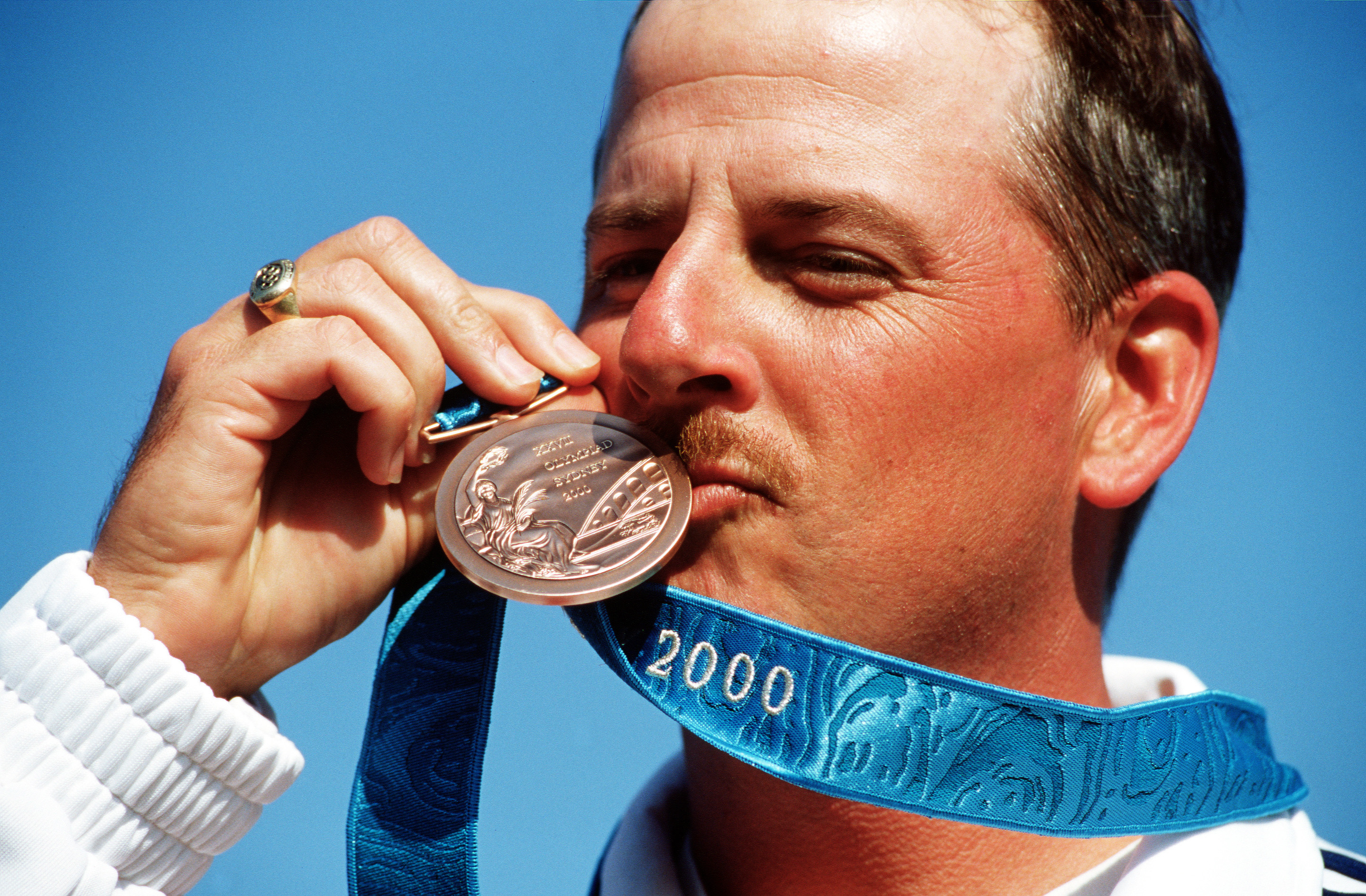
Bronsmedalj

Bronsmedalj eller bronspeng är valören på prispenning som i allmänhet utdelas till den som kommit på tredje plats i mästerskapstävling i idrott. I olympiska spelen började man dela ut bronsmedaljer i Saint Louis 1904, i de två föregående spelen fick bara vinnaren och den näst bäste medalj.
I svensk mästerskapsfotboll tilldelas det lag som kommit på fjärde plats bronsmedaljen (då de tre första får respektive guldmedaljen, stora silvermedaljen och lilla silvermedaljen).

## Psykologisk studie
1995 genomfördes en studie av socialpsykologerna Victoria Medvec, Scott Madey and Thomas Gilovich om effekterna på kontrafaktiskt tänkande vid olympiska spelen. Studien visade att utövare som vann bronsmedaljen ofta var gladare än silvermedaljören. Silvermedaljören var mer besviken över att ha missat guldmedaljen, medan bronsmedaljören var nöjd med att överhuvudtaget ha fått medalj. Detta märks framförallt i utslagsturneringar, som världsmästerskapet i fotboll för herrar och damer, där bronsmedaljören tilldelas den som vinner en match om tredje pris, medan silvermedaljörerna är de som förlorat finalmatchen.